# Flight tracking

Le flight tracking (expression anglaise qui peut se traduire par « traçage des vols ») est le fait de suivre en temps réel les vols, les avions et l'activité des aéroports. Il peut s'effectuer au moyen de plates-formes comme ADS-B Exchange, FlightAware (en) et Flightradar24. À partir de 2022, cette technologie est utilisée pour dévoiler les déplacements en jet privé de nombreuses célébrités, et ainsi dénoncer leur empreinte carbone.

## Principe
Le suivi des vols permet aux voyageurs ainsi qu'à ceux qui les récupèrent après un vol de savoir si un vol a atterri ou s'il est dans les temps, par exemple pour déterminer s'il est temps de se rendre à l'aéroport.
Les avions sont équipés de transpondeurs ADS-B, qui transmettent des informations telles que l'identifiant de l'avion, la position GPS et l'altitude sous forme de signaux radio. Ces transmissions radio sont recueillies par des récepteurs ADS-B civils situés à proximité de l'avion. Ces récepteurs ADS-B ne sont capables de collecter des informations que sur les vols se trouvant à portée radio de leur position. Les données qu'ils collectent sont donc généralement envoyées à un serveur central qui regroupe les données provenant de nombreux récepteurs individuels dans le monde entier.
Le suivi des vols peut être intégré aux services de gestion et de suivi des voyages, ce qui permet une automatisation accrue des logiciels de voyage. 
Malgré les progrès réalisés, de nombreux événements soudains, tels que de brusques changements météorologiques, ne sont pas pris en compte par les systèmes de suivi des vols existants, car les informations ne proviennent pas de l'avion lui-même, mais des centres de régulation qui, souvent, ne connaissent pas l'état réel de la situation de l'avion.
Les opérateurs commerciaux disposent d'un logiciel de suivi des vols qui leur permet de suivre leurs appareils et de vérifier s'ils s'écartent de la trajectoire prévue. Si tel est le cas, une alarme est générée pour signaler un problème potentiel. Le type de logiciel disponible permet également d'importer et d'examiner les informations météorologiques et NOTAM mondiales afin de surveiller tout problème qui pourrait affecter le vol.

## Utilisation comme outil militant
À partir du printemps 2022, le développement de cette pratique dévoile les déplacements en jet privé, très nombreux et très polluants, de nombreuses personnalités, telles que Drake, Taylor Swift, Kylie Jenner, Bernard Arnault ou la Miss France Diane Leyre, ou de façon plus ponctuelle, Nancy Pelosi en déplacement à Taïwan ou Boris Johnson. 
Des comptes automatisés créés sur les réseaux sociaux (des « bots ») publie régulièrement les déplacements de certaines personnalités. Le compte ElonJet créé par le jeune développeur américain Jack Sweeney répercute sur Twitter tous les déplacements de l’avion d'Elon Musk. Jack Sweeney a créé de très nombreux comptes similaires dédiés aux déplacements de Mark Zuckerberg, de l’État russe, et de nombreux milliardaires et  célébrités. Chaque tweet indique le bilan carbone du déplacement. 
Des comptes Twitter et Instagram très suivis (iflybernard, 64 000 abonnés sur Twitter et laviondebernard, 80 000 abonnés sur Instagram et 33 000 sur Twitter en 2022) annoncent tous les trajets de l'avion du milliardaire Bernard Arnault,,. Leurs créateurs, qui dévoilent les voyages des avions des groupes JCDecaux et TotalEnergies, et ceux de Vincent Bolloré, François-Henri Pinault ou Martin Bouygues, veulent dénoncer l’impact du transport aérien,, en montrant « qu’un large panel de personnes continue d’utiliser leurs jets privés en pleine urgence climatique »,.
En réaction, en France, le ministre délégué aux Transports, Clément Beaune, annonce étudier une régulation des vols d'avions privés, mais un autre débat concerne la protection de la vie privée.
Elon Musk essaye, sans succès, de racheter le compte Twitter @ElonJet qui suit ses déplacements. Un mois après son rachat de Twitter et après avoir affirmé que « [son] engagement en faveur de la liberté d'expression va jusqu'à ne pas interdire le compte qui suit [son] avion, même si cela représente un risque direct pour [sa] sécurité personnelle », supprime ce compte et des dizaines d'autres, puis le restaure avec de nouvelles règles interdisant le suivi en temps réel, pour des raisons de sécurité personnelle, avant de le suspendre de nouveau. Sweeney déplace le compte sur la plateforme rivale Mastodon. 